# Budy Przybyłowskie
Budy Przybyłowskie – wieś w Polsce położona w województwie wielkopolskim, w powiecie kolskim, w gminie Koło.